# Marc Anici
Marc Anici fou un militar romà. Manava la guarnició d'uns 1000 homes de Casilínum en majoria praenestins (originaris de Praeneste), que després de la batalla de Cannes (216 aC) va quedar assetjada pels cartaginesos. La ciutat va començar a patir els efectes de la fam, i els romans, dirigits pel llavors magister equitum Tiberi Semproni Grac II, van enviar provisions deixant-les circular a la nit pel riu que, més avall, travessava la ciutat; així ho van fer durant tres nits però a la quarta foren descoberts pels cartaginesos que van impedir nous lliuraments; la gana va augmentar aviat a Casilínum, i els habitants menjaven pells, rates i herbes, fins que finalment es van haver de rendir i van poder sortir pagant un rescat per cada home; 570 persones (mes de la meitat dels assetjats) havien mort ja de fam. Més tard una estàtua recordant la seva gesta fou aixecada a la ciutat de Praeneste.